# Lentswelemoriti
Lentswelemoriti é uma vila localizada no Distrito Central em Botswana. Possuía, em 2011, uma população estimada de 243 habitantes.